# 功能性文盲
功能性文盲（Functional illiteracy）是指具有閱讀、書寫或計算能力，但是卻缺乏利用這些能力「來處理某些日常生活事務或應聘的能力」。與之相對的是文盲，指不能用任何语言阅读或书写，甚至不能够读写简单的句子。
照此邏輯推斷，一位無法在生活社群讀寫當地文字的外地人，亦算是功能性文盲。

## 特徵
功能性文盲與一般文盲的差異，在於文盲完全不能进行读写，而功能性文盲雖然識字，也可以用母语進行閱讀或書寫，但是不能正确理解文法结构。当遇到一份书面資料时，功能性文盲缺乏處理某些現代訊息的能力，因而不能完成一些基本的日常工作，例如填寫申請書、理解說明書或交通號誌的指示、閱讀報紙、查字典，以及讀懂公車時刻表等。
此外，功能性文盲者利用資訊與通訊科技的能力也受到了限制，無法應用個人電腦的文書處理或網路瀏覽功能，使用行動電話效率也較差。

## 功能性文盲与贫穷和犯罪的联系
在已發展國家，由於自身的缺陷，功能性文盲的人可能会遭受许多社会威胁，如缺乏医疗保障，收入较低等困境。統計數字顯示一個人的識字率與他的收入水平成正比，與他會犯上某種罪行的可能成反比。根據美國全國教育統計中心發表的數據：
- 美國監獄系統有60%的成年罪犯只有小學四年級或更低的閱讀能力；
- 85%的青少年罪犯乃功能性文盲，存在读写障碍或基本计算能力不足；
- 識字水平最低的一組人有43%生活於貧窮線以下，相對於識字程度最高的只有4%。

## 普遍性
根据商业期刊的调查，21世纪初，在美国约有一千五百万患有功能性文盲的人有固定工作。美国人寿保险协会的报告指出75%的财富500强企业为员工提供不同程度的基本技能补习，而不只是职业培训。全美国有三千万（占14%的成年人）不能够处理简单的日常文书事务。
美国国家教育统计中心进一步指出，识字能力分为三个方面：简单交流，文书处理和计算能力。每一个方面可以划分为4种层次：低于基本水平，基本水平，中等水平和熟练运用水平。例如：对于简单交流而言，低于基本水平的人只能通过一段短小的文字获得其中少量的简单信息；对于计算能力而言，达不到基本水平的人只能进行简单的加法运算。在美国，有14%的成年人在简单交流能力上低于基本水平，12%的成年人在文字处理能力上低于基本水平，22%的成年人在计算能力上低于基本水平；而只有13%的人能在三个方面均达到熟练运用水平，比如：能够比较两篇社论的观点；能够解释一张有关血压和年龄、运动关系的表格；能够计算和比较食品的单价。
根据《每日电讯报》2006年7月14日公布的调查结果，在英国：“六分之一的英国成年人缺乏连11岁小孩儿都具备的识字能力”。英国教育部2006年的报告指出一些学生16岁就离开学校，停止学业，但是他们之中47%的人连基本的数学计算能力都不具备，42%的人根本达不到基本的英语交流水平。在英国每年约有十万未成年中小学生休学成为功能性文盲。

## 研究进展
美国东北研究所於2001年发表了一篇名为A Literacy at Work study的研究报告，报告指出因为功能性文盲，许多企业效率低下，错误不断甚至是发生各种事故。这种基本技能的缺陷最终导致每年几十亿的商业损失。
社会学家证实对於最底层年轻人的教育是至关重要的。这些人群在社会学家看来也许不是研究的重点，但是如果这些年轻人得到最好的科学教育，那么整个国家功能性文盲的比例将会大幅下降。这种依赖关系说明一个社会的文化水平取决于学校的能力，取决于学校能否使学生获得基本的文化教育，只有这样学生才能具备一个社会公民所应有的基本读写能力。

## 外部連結
- Lituraterre.org - European psychoanalytic group for research on the causes of illiteracy
- Begin to Read（页面存档备份，存于）
- QuickReads（页面存档备份，存于）